# Saint-Sauveur-de-Carrouges
Saint-Sauveur-de-Carrouges är en kommun i departementet Orne i regionen Normandie i nordvästra Frankrike. Kommunen ligger i kantonen Carrouges som tillhör arrondissementet Alençon. År 2022 hade Saint-Sauveur-de-Carrouges 239 invånare.

## Befolkningsutveckling
Antalet invånare i kommunen Saint-Sauveur-de-Carrouges
| Referens: INSEE |